# Сан-Педру (Фигейра-да-Фош)
Сан-Педру (порт. São Pedro) — район (фрегезия) в Португалии, входит в округ Коимбра. Является составной частью муниципалитета Фигейра-да-Фош. Находится в составе крупной городской агломерации Большая Коимбра. По старому административному делению входил в провинцию Бейра-Литорал. Входит в экономико-статистический субрегион Байшу-Мондегу, который входит в Центральный регион. Население составляет 2705 человек на 2001 год. Занимает площадь 5,83 км².